# Anthony de Sevelinges
Anthony de Sevelinges (ur. 3 czerwca 1978) – monakijski lekkoatleta, rekordzista kraju w różnych konkurencjach.
Uczestnik igrzysk śródziemnomorskich i reprezentant kraju w pucharze Europy. Zawodnik jest halowym rekordzistą Monako w biegu na 60 metrów przez płotki (8,77 w 2007), skoku o tyczce (3,30 w 2003), skoku w dal (6,12 w 2003) oraz pchnięciu kulą (10,68 w 2003), zaś na stadionie: w biegu na 110 metrów przez płotki (16,12 w 2005), skoku w dal (6,59 w 2007) oraz w dziesięcioboju (5683 pkt. w 2004), a także byłym rekordzistą kraju w rzucie dyskiem (34,89 w 2008) i rzucie oszczepem (42,48 w 2005).

## Osiągnięcia
| Rok  | Zawody                     | Miejsce | Konkurencja                | Pozycja     | Wynik |
| ---- | -------------------------- | ------- | -------------------------- | ----------- | ----- |
| 2005 | Igrzyska śródziemnomorskie | Almería | bieg na 110 m przez płotki | eliminacje  | 16,17 |
| 2006 | Halowe mistrzostwa świata  | Moskwa  | bieg na 60 m przez płotki  | eliminacje  | 8,90  |
| 2007 | II liga pucharu Europy     | Zenica  | rzut oszczepem             | 13. miejsce | 38,29 |
| 2007 | II liga pucharu Europy     | Zenica  | bieg na 110 m przez płotki |             | 16,30 |
| 2009 | Igrzyska śródziemnomorskie | Pescara | skok w dal                 | 12. miejsce | 6,06  |